# Kalwaria (Karkonosze)
Kalwaria (niem. Kapellenberg, 713 m n.p.m.) – szczyt w Karkonoszach, w obrębie Lasockiego Grzbietu.
Kalwaria położona jest w południowej części Lasockiego Grzbietu, w bocznym ramieniu odchodzącym ku wschodowi od Czepieli, nad Niedamirowem. Na północ znajduje się dolina Ostrężnika i jego dopływu - Żądnej.
Zbudowany ze skał metamorficznych wschodniej osłony granitu karkonoskiego – głównie zieleńców.
Na szczycie i północnym zboczu kapliczki drogi krzyżowej z XIX w., od której szczyt wziął swoją nazwę.
Doliną Ostrężnika biegnie  niebieski szlak turystyczny z Lubawki przez Dolinę Srebrnika na Przełęcz Okraj. Poniżej wschodnich zboczy Kalwarii biegnie  żółty szlak łącznikowy z Niedamirowa do Žacléřa.